# Parental Advisory

Текущий знак Parental Advisory, введённый в 1996 году

Parental Advisory (также Parental Advisory Label, сокращённо PAL) — знак, помещаемый на обложки музыкальных альбомов, предупреждающий покупателей о том, что альбом содержит ненормативную лексику либо тексты провокационного или непристойного характера. Он был введён в 1985 году Американской ассоциацией звукозаписывающих компаний с целью предупредить родителей о том, что альбом, отмеченный данным знаком, не предназначен для прослушивания детьми. Внешний вид знака несколько раз менялся. В 1990 году был введён чёрно-белый знак, обновлённый вариант которого, созданный в 1996 году, используется в настоящее время.

## История

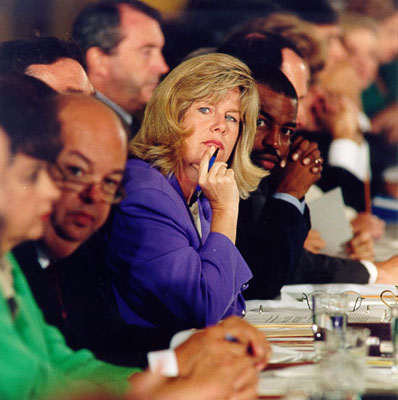
Типпер Гор в 1985 году

В 1984 году в США была создана общественная организация Parents Music Resource Center (PMRC), целью которой стало осуществление контроля за тем, какую музыку слушают дети. Вскоре после создания, в 1985 году, организация создала «Filthy Fifteen» — список из пятнадцати песен, которые они нашли наиболее вызывающими. Особой критике подверглась композиция «Darling Nikki» Принса: Мэри «Типпер» Гор, жена сенатора Эла Гора и одна из основательниц PMRC, купив своей дочери саундтрек к фильму «Пурпурный дождь», содержащий данную композицию, обнаружила в ней упоминание мастурбации. Изначально была предложена система рейтингов, основанная на системе рейтингов Американской киноассоциации, однако Американская ассоциация звукозаписывающих компаний (RIAA) согласилась использовать лишь один общий предупреждающий знак. 19 сентября 1985 года в комитете Сената Конгресса США по коммерции, науке и транспорту прошли слушания, в ходе которых обсуждался данный вопрос. На слушания были также приглашены музыканты. Как пишет журнал Rolling Stone, PMRC ожидали увидеть стереотипных рок-музыкантов, а вместо этого «получили трёх красноречивых музыкантов: Фрэнка Заппу, Джона Денвера и [Ди] Снайдера — трезвого семьянина, способного поспорить с сенаторами, говорить об ответственном воспитании детей и защитить тексты своих песен от сюрреалистичных интерпретаций PMRC». Однако к тому моменту вопрос об использовании предупреждающего знака уже был решён. Через два месяца после слушаний было объявлено о введении предупреждающего знака «Explicit Lyrics — Parental Advisory». Также был предложен альтернативный вариант: музыканты могли отпечатать тексты песен на обратной стороне обложки. Однако использование подобного знака не было повсеместным, а если он и использовался, то его внешний вид и формулировка постоянно менялись.
В 1990 году законодательные собрания 22 штатов собирались принять закон, обязывающий звукозаписывающие компании помещать подобный знак в виде наклейки на обложки альбомов, а также вводящий ответственность за отсутствие подобного знака. Под их давлением бо́льшая часть звукозаписывающих компаний начала использовать чёрно-белый знак «Parental Advisory: Explicit Lyrics» (с англ. — «Вниманию родителей: откровенные тексты»). Первым альбомом, отмеченным данным знаком, стал Banned in the U.S.A. хип-хоп-группы 2 Live Crew, выпущенный в июле 1990 года. По состоянию на 1992 год около 225 альбомов были отмечены данным знаком. В 1996 году, после ещё одних слушаний, знак был изменён на «Parental Advisory: Explicit Content» (с англ. — «Вниманию родителей: откровенное содержание»), а также стал частью самой обложки, а не наклейкой поверх неё, с целью удешевления и упрощения производства. В 2002 году компания BMG Music Group стала использовать помимо знака Parental Advisory дополнительные, более чёткие обозначения. В 2011 году Британская ассоциация производителей фонограмм (BPI) сделала знак Parental Advisory обязательным к использованию в Великобритании в сервисах потокового вещания, таких как Spotify и Youtube.

## Использование
Чётких критериев, какие альбомы должны содержать знак Parental Advisory, не существует и решение о его использовании принимается лейблом, выпускающим альбом. Однако RIAA и BPI создали ряд рекомендаций. Так, согласно RIAA, знак Parental Advisory должен использоваться для альбомов, содержащих «ненормативную лексику, сцены насилия, секса или злоупотребления наркотическими веществами в степени, заслуживающей предупреждения родителей». BPI в своих рекомендациях также называет «расистскую, гомофобную, женоненавистническую или другую дискриминационную лексику или поведение», а также «опасное или криминальное поведение <…>, изображённое таким образом, что оно восхваляет подобное поведение или поощряет подражание ему».
Также альбом может быть выпущен в цензурированной, «отредактированной» (англ. edited) версии, также называемой «чистой» (англ. clean), в то время как оригинальная называется «грязной» (англ. dirty). RIAA советует выпускать отредактированные версии одновременно с оригинальными и заявляет, что из отредактированных версий не обязательно удалять все спорные элементы, «чтобы не ставить под угрозу художественное творчество». Ряд розничных сетей, в числе которых Wal-Mart, отказываются продавать неотредактированные версии альбомов, требуя не только изменения текстов и переименования композиций, но иногда и изменения обложек. Отредактированные версии часто подвергаются критике. Так Кит Колфилд (англ. Keith Caulfield), редактор журнала Billboard, заявляет: «Если вы фанат хип-хопа, вы не будете покупать чистые версии в Wal-Mart. В них будет вырезано слишком многое». По словам рок-музыканта Ди Снайдера, «когда взрослый мужчина или женщина приходят купить новый альбом, они, скорее всего, не получат то, что хотел представить им музыкант. Они получат версию, созданную для них корпорациями».

## Влияние
За свою более чем 20-летнюю историю знак Parental Advisory приобрёл статус культового. Вместе с тем он неоднократно подвергался критике. Критики отмечали его неэффективность: в 90-х ребёнок мог попросить старшего друга или продавца помочь ему с покупкой, а с появлением Интернета он может слушать любую музыку без чьей-либо помощи. Кроме того отмечалось, что знак позволяет детям легче отыскать запрещённые альбомы в магазинах. Также отмечалось, что альбомы, отмеченные знаком Parental Advisory, продаются лучше альбомов без подобного знака. Филип Бэйли, участник группы Earth, Wind & Fire, заявляет: «В большинстве случаев [альбомы с Parental Advisory] в ряде районов будут продаваться лучше. Всё что нужно сделать — это сказать людям, что это что-то запрещённое и они все сразу захотят посмотреть на это». Музыкальный критик Крис Молэнфи (англ. Chris Molanphy) добавляет: «[Альбомы] многих известных музыкантов, связанных с хип-хопом, постоянно получают [данный знак], но это не мешает им подниматься на первые места в чартах. Даже те, кого я бы назвал середнячками, вроде Wale или J. Cole, постоянно дебютируют на первых строчках. Jay-Z занимает первое место среди сольных музыкантов по количеству альбомов, занявших первое место [в Billboard 200], и второе место среди всех музыкантов, уступая лишь The Beatles. При этом каждый альбом Jay-Z содержал знак Parental Advisory».